# Challenger de Prostějov 2013
El UniCredit Czech Open 2013 fue un torneo de tenis profesional que se jugó en canchas de arcilla. Se trató de la vigésima edición del torneo que forma parte del ATP Challenger Tour 2013 . Está tuvo lugar en Prostejov , República Checa entre el 3 y el 9 de junio de 2013.

## Jugadores participantes del cuadro de individuales

### Cabezas de serie
| País                       | Jugador                | Rank1 | Favorito |
| Bandera de Alemania        | Florian Mayer          | 30    | 1        |
| Bandera de República Checa | Lukáš Rosol            | 36    | 2        |
| Bandera de Finlandia       | Jarkko Nieminen        | 38    | 3        |
| Bandera de España          | Albert Montañés        | 47    | 4        |
| Bandera de República Checa | Radek Štěpánek         | 52    | 5        |
| Bandera de España          | Albert Ramos           | 64    | 6        |
| Bandera de España          | Guillermo García-López | 79    | 7        |
| Bandera de República Checa | Jan Hájek              | 87    | 8        |
| -------------------------- | ---------------------- | ----- | -------- |

- 1 Se ha tomado en cuenta el ranking del 27 de mayo de 2013.

### Otros participantes
Los siguientes jugadores recibieron una invitación (wild card), por lo tanto ingresan directamente al cuadro principal (WC):
- Florian Mayer
- Lukáš Rosol
- Jarkko Nieminen
- Radek Štěpánek

Los siguientes jugadores ingresan al cuadro principal tras disputar el cuadro clasificatorio (Q):
- Miloslav Mečíř
- Mateusz Kowalczyk
- Ivo Minář
- Jaroslav Pospíšil

Los siguientes jugadores ingresaron al cuadro principal como lucky losers:
- Damir Džumhur
- Dušan Lojda
- Jordi Samper
- Marek Semjan

## Jugadores participantes en el cuadro de dobles

### Cabezas de serie
| País                       | Jugador           | País                       | Jugador       | Rank1 | Favorito |
| Bandera de Estados Unidos  | Nicholas Monroe   | Bandera de Alemania        | Simon Stadler | 164   | 1        |
| Bandera de Sudáfrica       | Rik De Voest      | Bandera de Sudáfrica       | Raven Klaasen | 198   | 2        |
| Bandera de Polonia         | Mateusz Kowalczyk | Bandera de República Checa | Lukáš Rosol   | 232   | 3        |
| Bandera de República Checa | Jaroslav Pospíšil | Bandera de Eslovaquia      | Igor Zelenay  | 260   | 4        |
| -------------------------- | ----------------- | -------------------------- | ------------- | ----- | -------- |

- 1 Se ha tomado en cuenta el ranking del 27 de mayo de 2013.

### Otros participantes
Los siguientes jugadores recibieron una invitación (wild card), por lo tanto ingresan directamente al cuadro principal:
- Marek Jaloviec /  Vaclav Safranek
- Michal Konečný  /  Adam Pavlasek
- Jaroslav Levinský /  Dušan Lojda

## Campeones

### Individual Masculino
- Radek Štěpánek derrotó en la final a  Jiří Veselý por 6-4, 6-2.

### Dobles Masculino
- Nicholas Monroe /  Simon Stadler derrotaron en la final a  Mateusz Kowalczyk /  Lukáš Rosol, 6–4, 6–4